# Tolkapon
Tolkapon (återförsäljs i Sverige under handelsnamnet Tasmar) är en medicin som används vid behandling av parkinsons sjukdom. Läkemedlet är en så kallad COMT-hämmare som verkar genom att minska nedbrytningen av katekolaminer, framför allt dopamin. Vid parkinsons sjukdom så fungerar inte dopaminproducerande nervceller som de ska, de producerar inget eller mycket lite dopamin. Genom att minska effekten av enzymer som bryter ner dopamin kan man på så vis få den lilla mängd som fortfarande produceras att verka mera.
Bieffekter uppstår vid behandling med tolkapon bland annat när andra dopaminproducerande celler som inte skadats istället får en överproduktion av dopamin. Även om kroppen kan reglera detta själv på många sätt så uppstår ändå vissa biverkningar. De vanligaste biverkningarna är därför sådana som man kan se med andra läkemedel som orsakar hyperdopaminerga tillstånd:
- Dyskinesier
- Illamående
- Kräkningar
- Buksmärta
- Synkope (Svimning)
- Ortostatiska besvär, dvs. att man får besvär med bland annat blodtrycksfall när man reser sig upp.
- Förstoppning
- Sömnstörningar
- Sömnighet
- Hallucinationer.